# خیمنا رسترپو
خیمنا رسترپو (اسپانیایی: Ximena Restrepo‎؛ زادهٔ ۱۰ مارس ۱۹۶۹) دونده اهل کلمبیا بود.